# Нилсон, Льюис
Лью́ис Ни́лсон (англ. Lewis Neilson; род. 15 мая 2003, Данди) — шотландский футболист, защитник клуба «Харт оф Мидлотиан», выступающий на правах аренды за «Сент-Джонстон».

## Клубная карьера
Нилсон — воспитанник клуба «Данди Юнайтед». 1 августа 2020 года в матче против «Сент-Джонстона» он дебютировал в шотландской Премьер-лиге. В начале 2021 года Нилсон на правах аренды перешёл в «Фалкирк». 30 марта в матче против «Дамбартона» он дебютировал в Первой лиге Шотландии. По окончании аренды Льис вернулся в Данди Юнайтед.
Летом 2022 года Нилсон перешёл в «Харт оф Мидлотиан», подписав контракт на 3 года. 21 августа в матче против «Селтика» он дебютировал за новую команду. Летом 2023 года Нилсон был арендован «Партик Тисл». 5 августа в матче против «Рейт Роверс» он дебютировал в шотландском Чемпионшипе. 30 июля 2024 года Нилсон был арендован «Сент-Джонстоном».